# Eli Harpocració
Eli Harpocració (Aelius Harpocration) fou un escriptor i retòric grec que segons s'esmenta a Suides va escriure una gran varietat d'obres de retòrica i filosofia com Περὶ τῶν δοκούντων τοῖς ῥήτορσιν ἠγνοεῖσθαι, Ὑποθέσεις λόγων Ὑπερίδου, Περὶ τέχνης ῥητορικῆς, Περὶ ἰδ?ν i altres, de les que cap s'ha conservat. Encara que en un altre lloc s'esmenta a Gai Harpocració (Caius Harpocration) com a autor de les mateixes obres sembla que es tractaria d'un error i que Eli i Gai eren la mateixa persona, potser en realitat Gai Eli Harpocració.